# Кировская линия
Ки́ровская ли́ния — перспективная линия Новосибирского метрополитена. Будет располагаться в левобережье Новосибирска, соединяя Ленинский и Кировский районы. На схемах планируется обозначение голубым цветом и числом .

## История
На основании Постановления Совета Министров СССР от 30 марта 1981 года № 312 институтом «Новосибирскметропроект» разработана и утверждена Правительством откорректированная «Генеральная схема развития Новосибирского метрополитена», согласно которой метрополитен должен состоять из пяти линий общей протяжённостью 91,4 км.
Технико-экономическое обоснование (ТЭО) строительства третьей очереди Новосибирского метрополитена утверждено в 1996 году. Проект третьей очереди предполагает строительство Кировской линии от станции «Чемская» до станции «Комсомольская» протяженностью 13,6 км с 8-ю станциями. ТЭО утверждено приказом министра строительства РФ от 23 декабря 1996 года. Трассировка линии по утверждённому проекту с севера на юг левобережной части Новосибирска.

## Проекты линии
По данным на август 2007 года, данная линия должна в перспективе соединить вокзал и Северо-Чемской жилмассив. Метродепо для линии запланировано на месте существующего по улице Петухова автомобильного рынка (рынок «Сибирь»).

### Первый проект
Пусковой участок линии должен начаться от станции «Площадь Маркса-2», где будет осуществлён переход на одноимённую станцию Ленинской линии. Далее должна расположиться станция «Гвардейская», которая будет находиться под площадью Сибиряков-Гвардейцев. После чего поезда будут следовать к станции «Кировская» — на пересечении Северного проезда и улицы Сибиряков-Гвардейцев, а затем к станции «Громовская» — на пересечении улиц Громова и Петухова. После чего расположится конечная станция линии: «Затулинская», она же «Чемская» (см. схемы развития метрополитена: 1996 года и более современную).

### Второй вариант
Существует второй вариант трассировки, предполагается пустить трассу от Площади Маркса под улицей Ватутина. Трасса протяжённостью 6,5 км должна включать 4 станции. Начаться она должна на площади Карла Маркса, затем пройти в сторону Северо-Чемского жилмассива (со станциями в этом жилмассиве и в районе торгового центра «IKEA»), а далее идти на Затулинский (жилмассив). Однако, в соответствии с корректировками в Генеральном плане Новосибирска и отказом застраивать жилой массив Затон, трасса Кировской линии на данном участке была скорректирована (см. «карту-схему комплексного развития общественного транспорта до 2030 года» из Генплана).

## Депо
электродепо «Кировское» предусмотрено Генеральным планом Новосибирска четвёртым по очереди после ТЧ-1 «Ельцовское», ТЧ-2 «Волочаевское» и ТЧ-3 «Ключ-Камышенское». Его площадь должна составить 165 тыс. м². Дата начала строительства не называется. Его планируется разместить на левом берегу Новосибирска в Кировском районе на улице Петухова. Предполагаемая дата открытия после 2050 года. 21 февраля 2020 года мэр Новосибирска Анатолий Локоть подписал постановление о резервации места под депо сроком на три года с момента вступления постановления в силу.

## Перспективы линии

### Проблема очерёдности
По планам к строительству должны приступить после окончания работ на Дзержинской линии в 2015 году. В случае, если Кировскую линию решат строить третьей, то строительство начнётся после 2019 года. Если же третьей по счёту будет Первомайская линия, то возведение откладывается на очень отдалённую перспективу.

## Альтернативы: скоростной трамвай

### История проекта
Впервые об этом виде транспорта в Новосибирске заговорили в 2007 году. А уже в 2008 году к разработке был предложен проект скоростного трамвая. По проекту был исследован пассажиропоток, а также составлена комплексная схема развития городского транспорта. В 2010 году была создана концепция скоростного трамвая. Согласно ей, возведение трёх линий скоростного трамвая будут «стоить» свыше 15 млрд рублей (по другим источникам, ~ 16 млрд рублей). Километр его пути, по последним оценкам, обойдётся от 500 до 800 млн рублей. Кроме того, согласно заявлению проектировщиков, уже существующие трамвайные рельсы менять не придётся. После доработки скоростной трамвай будет использовать их: полосы обещают выделить в отдельные с непрерывным движением. А препятствия в виде перекрёстков он сможет преодолеть с помощью светофоров, надземных эстакад и туннелей, расположенных под землёй. Ориентировочная скорость движения нового транспорта составит: 24—35 км/ч.
В феврале 2012 года, на состоявшемся экономическом форуме в Красноярске, руководство ЕБРР и ВЭБ вместе с мэром города Городецким подписали «Меморандум о сотрудничестве в подготовке и реализации проекта строительства линий скоростного трамвая». После чего представили ТЭО инвестиций (стоимостью 29,5 млн рублей) и оценки воздействий нового проекта. В мае представители муниципалитета города огласили итоги конкурса (стартовал 4 апреля) по созданию ТЭО возведения первой очереди скоростного трамвая в городе. В конкурсе принимали участие французские, чешские и украинские специалисты-проектировщики — всего семь компаний. Победителем стала питерская компания ЗАО «Петербург-Дорсервис» (предложила 21,3 млн рублей против ~36 млн рублей), специалисты которой сравнят: два направления (северное и южное), потенциальные пассажиропотоки, транспортную доступность. Также будут определены затраты: вынос коммуникаций, временных сооружений и объектов; на сооружение подземных участков. На основе всей этой информации будет приниматься решение. Уже к апрелю 2013 года компания должна представить ТЭО сооружения первой очереди
После чего должен начаться следующий этап — подготовка к сооружению линий. Приступить же непосредственно к сооружению планируется в 2013 году (или в 2014 году), на что также были обещаны бюджетные средства. Для самого возведения планируется создать акционерное общество, которое, по планам, может привлечь до 70—80 % необходимых денежных средств. 100 % уставного капитала общества станет муниципальным. По мнению экспертов, ввести первую линию реально можно в 2015 году (2013 г. — тэо/проект 1-й трассы; 2014 г. — прокладка/укладка путей и вынос гор. коммуникаций; 2015 г. — закуп необходимых составов).
В реализации проекта скоростного трамвая, помимо банков и крупных инвесторов, мэр пригласил участвовать и частных инвесторов. Согласно планам, весь 2012 год должны занять проектно-изыскательские работы. На работы по скоростному трамваю в бюджете города на 2012 год городские власти обещали выделить 23 млн рублей. Из них 8 млн рублей — стоимость изучения пассажиропотоков.

### Трассы левобережья
Были разработаны три направления скоростного трамвая (два из них относятся к левобережью):
- Первая трасса скоростного трамвая (южная, I очередь) начнётся у станции «Площадь Маркса» и вначале пройдёт через улицу Сибиряков-Гвардейцев до улицы Петухова (подвариант)[23]. Далее трасса через Затулинский жилмассив, а затем на Южно-Чемской жилмассив. После чего состав отправится через посёлок Краснообск на Левые Чёмы (ОбьГЭС). На данном направлении планируется добавить ещё 12,4 км путей[17]. Общая протяжённость трассы — 16 км[29]. По мнению авторов проекта, время в пути займёт около 40 минут[30].
- Вторая трасса (западная, II очередь[18]) должна пройти от станции « Студенческая» через остановки на жилмассивах: Горский, Троллейный. Затем через Западный — до посёлка Южный. После чего пойдёт к конечной, которая расположится около жилого массива «Солнечный берег» (т. н. «Слынчев Бряг»). К протяжённости существующих путей (~ 5,2 км[31]) трамвая придётся добавить ещё порядка 4,5 км[17].

Ранее также не исключали, что указанные (в разработанных схемах) крупные жилые массивы могут быть соединены т. н. «совмещёнными схемами» — может быть использован как метрополитен, так и скоростной трамвай, идущий по поверхности. Также и авторы проекта скоростного трамвая заявляют, что их проект должен не заменить метро, а развиваться параллельно подземному транспорту.

### Критика
- В конце января 2012 года с письменным обращением к мэру и губернатору выступили инженеры-метростроители. Обращение к властям было передано от имени Совета ветеранов новосибирского метростроительного комплекса. Они отметили тот факт, что нет подвижек по станциям «Гусинобродская» и «Площадь Станиславского», а также потребовали не сворачивать развитие метро в городе ради развития скоростного трамвая[34].
- Губернатор Новосибирской области Василий Юрченко отметил на своей пресс-конференции, что: «Об этом проекте можно думать и рассчитывать его. Но с учётом местных особенностей (удалённости и количества снега), он не является проектом сегодняшнего дня. И тратить на него денежные средства нельзя. Нужно продолжать возводить Ленинскую и Дзержинскую линии метрополитена. Это снимет нагрузку на автобусы и разгрузит улицы»[35].